# (Just Like) Starting Over
(Just Like) Starting Over är en sång av John Lennon. Den gavs ut som singel 9 oktober 1980 (Lennons 40-årsdag) och nådde förstaplatsen på försäljningslistan både i Storbritannien och i USA. B-sida var Yoko Onos "Kiss Kiss Kiss". Båda låtarna ingick även på albumet Double Fantasy som gavs ut 17 november 1980.